# 쿠마린

(예시) 쿠마린의 화학 구조

쿠마린(영어: coumarin)은 향기가 나는 유기 화합물의 하나로, 화학식은 C
9H
6O
2이다.
쿠마린은 보통 무색의 결정 고체상으로 다루어질 수 있으며, 바닐라향과 유사한 달콤한 향이 나거나 또는 다른 냄새에서 발현될 수 있고 또한 쓴맛 등을 낸다고 알려져 있다.

## 쿠마린
쿠마린은 향기가 나는 무색의 고체상의 성질을 보여주는 피토케미컬이다. 한편 살리실알데하이드에 아세트산 무수물과 아세트산 나트륨을 작용시켜 인공적으로 만들수있으며 향료로 많이 쓰인다.

## 쿠마린계 항응고제
쿠마린계 항응고제는 디쿠마롤, 와파린 등의 응고 저해제이다. 비타민 K의 대사 길항물로 간에서 혈액 응고 인자 또는 혈액 응고 단계의 생합성을 저해하고, 프로트롬빈(팩터II, 제2인자), 제7(Ⅶ), 제9(IX), 제10(X) 인자의 형성을 억제하여 혈액 응고 작용을 저해한다. 임상에서는 와파린만이 이용되어 경구 투여된다.

## 쿠마린배당체
쿠마린 배당체는 쿠마린 또는 그 유도체와 당류가 결합한 글리코사이드를 가리킨다.

## 락톤
쿠마린의 화학 구조에서 분자는 2개의 인접한 수소 원자가 락톤과 같은 사슬 -(CH)=(CH)-(C=O)-O-로 대체되어 공유하는 두 번째 6원자 헤테로고리 화합물을 형성하는 벤젠 분자로 설명할 수 있다. 벤젠 고리가 있는 두 개의 탄소. 이것은 벤조피론 화학 클래스에 배치할 수 있으며 이러한 맥락에서 락톤으로 간주된다.

## 같이 보기
- 안토시아닌
- 데쿠르신